# A Chess Dispute
A Chess Dispute is een Britse film uit 1903. De film werd gemaakt door Robert W. Paul.
De film toont twee mannen die schaak spelen. Terwijl de ene even niet kijkt, verplaatst zijn tegenstander stiekem twee stukken. Daardoor krijgen de schaakspelers ruzie die uitmondt in een gevecht. Het gevecht speelt zich grotendeels buiten het beeld af waarbij regelmatig zwaaiende vuisten en rondvliegende kledingstukken te zien zijn. Uiteindelijk komt de ober tussenbeide die hen alle twee bij de kraag grijpt.